# Объединённый народный фронт Непала
Объединённый народный фронт Непала (Самьюкта/Саньюкта Джанаморха Непал, непальск. संयुक्त जनमोर्चा नेपाल), сокращённо ОНФН — политическое крыло и избирательный фронт промаоистской Коммунистической партии Непала (Центр единства).

## История

### Формирование и первые выборы
ОНФН был основан в 1991 году под председательством маоистского идеолога Бабурама Бхаттараи: когда остальные партии воспользовались возможностью легализации благодаря Народному движению 1990 года и восстановлению многопартийности, маоисты остались в подполье, продолжая выступать за вооружённую борьбу против феодальной монархии, однако им требовалось и легальное политическое крыло для ведения пропаганды в электоральной борьбе. Кроме КПН (ЦЕ), в формировании фронта принимали участие некоторые независимые левые, а также Непальская рабоче-крестьянская организация и Непальская марксистско-ленинская партия, позже известная как КПН (МЛМ). Однако обе эти фракции довольно скоро покинули ряды фронта — спервая НРКО, а после реструктуризации ОНФН 17 августа 1991 и КПН (МЛМ), заявившая, что фронт стал не более чем «штампом» КПН (ЦЕ).
На всеобщих выборах, состоявшихся в 1991 году, ОНФН, выступавший под лозунгами борьбы с коррупцией и справедливого распределения богатств страны среди неимущего большинства населения,  получил девять депутатских мест и стал третьей по величине силой в парламенте.

### Всеобщая забастовка и местные выборы
В 1992 году, в условиях экономического кризиса и хаоса, при стремительном росте цен в результате преобразований нового правительства Непальского Конгресса, ОНФН и КПН (ЦЕ) усилили свою политическую агитацию. Вместе с Коммунистической партией Непала (Масал), Коммунистической лигой Непала и Коммунистической партией Непала (марксистско-ленинско-маоистской) был создан Объединённый народный агитационный комитет, 6 апреля объявивший всеобщую забастовку.
Объединённый народный агитационный комитет призвал к 30-минутному отключению света в столице, и у больницы Бир вспыхнули беспорядки, когда активисты попытались принудительно отключить свет. На рассвете 6 апреля в результате столкновений между забастовщиками и полицией у полицейского участка в Пулчоке (Патан) двое активистов погибли.
Позже в тот же день массовый митинг Агитационного комитета в Тундихеле в столице Катманду подвергся нападению со стороны полиции. В результате вспыхнули беспорядки, было подожжено здание Непальских телекоммуникаций. Полиция открыла огонь по толпе, убив несколько человек. По оценкам Организации по правам человека Непала, в результате расстрела полицейскими были убиты 14 человек, в том числе несколько случайных зевак.
В преддверии выборов в местные органы власти ОНФН сформировал единый фронт вместе с Рабоче-крестьянской партией Непала, Коммунистической партией Непала (марксистско-ленинско-маоистской), Коммунистической партией Непала (15 сентября 1949) и Коммунистической лигой Непала. ОНФН получил одного заместителя мэра, 8 (1,34 %) мест в муниципальных комитетах и около 5 % мест в сельских комитетах развития.

### Раскол и последствия
Когда в 1994 году КПН (ЦЕ) распалась, следом 22 мая распался и ОНФН. Радикальное большинство, которое в итоге в 1996 году переименуется в Коммунистическую партию Непала (маоистскую), под руководством Прачандры и доктора Бабурама Бхаттараи запустило параллельный Объединённый народный фронт Непала. Однако признание Избирательной комиссией, закрепившей за ней название ОНФН, получила более умеренная группа, возглавляемая Ниранджаном Говиндой Видьей и Нирмалом Ламой. 14 июля она под провела съезд и приняла решение участвовать в предстоящих выборах.
На последних парламентских выборах перед королевским переворотом, 3 и 16 мая 1999 года, ОНФН получил 0,86 % голосов избирателей и 1 из 205 депутатских мест. Всего фронт выставлял 40 кандидатов.
Когда КПН (ЦЕ) в 2002 году объединилась с Коммунистической партией Непала (Масал) в Коммунистическую партию Непала (Центр единства — Масал), ОНФН объединился с Национальным народным фронтом (Раштрия Джанаморха) при КПН (Масал), сформировав Народный фронт Непала (Джанаморха Непал).
В параллельный Объединённый народный фронт Коммунистической партии Непала (маоистской), ведущей партизанскую войну против королевских властей, вошли порядка 15 самостоятельных группировок — преимущественно организаций коренных народов: Фронт освобождения Кхамбувана, Фронт освобождения мадхеси, Фронт национального освобождения Магарата, Фронт национального освобождения невар, Фронт национального освобождения Сети-Махакали, Фронт освобождения Таманг Салинг, Фронт освобождения Тхарувана. Национальный фронт Кирата, образованный в результате объединения Фронта освобождения Лимбувана и Рабочей партии Кирата.

## Электоральные результаты
| Выборы | Лидер             | Голоса  | Голоса | Места    | Места | Место | Правительство  |
| Выборы | Лидер             | No.     | %      | No.      | +/-   | Место | Правительство  |
| ------ | ----------------- | ------- | ------ | -------- | ----- | ----- | -------------- |
| 1991   | Бабурам Бхаттараи | 351,904 | 4.83   | 9 из 205 |       | 3-е   | В оппозиции    |
| 1994   | Нирмал Лама       | 100,285 | 1.32   | 0 из 205 | ▼ 9   | ▬ 5-е | Вне парламента |
| 1999   | Нирмал Лама       | 70,119  | 0.81   | 1 из 205 | ▲ 1   | ▼ 6-е | В оппозиции    |